# Alojzy I
Alojzy I Liechtenstein, właśc. Aloys I Josef Johannes Nepomuk Melchior von Liechtenstein (ur. 14 maja 1759 w Wiedniu, zm. 24 marca 1805 tamże) – książę Liechtensteinu w latach 1781–1805, tytularny książę karniowski i opawski, hrabia Rietbergu.

## Życiorys
Alojzy Józef urodził się w Wiedniu 14 maja 1759 roku, jako trzeci syn księcia Franciszka Józefa I i jego żony Marii Leopoldyny von Sternberg. Jednak obaj jego starsi bracia zmarli w wieku niemowlęcym i od narodzin był następcą swojego ojca. Już od małego Alojzy wykazywał zainteresowanie nauką i sztuką. Po ukończeniu edukacji do 1786 roku odbywał służbę wojskową, podczas której miał krótki epizod w wojnie o sukcesję bawarską. 18 sierpnia 1781 roku zmarł Franciszek Józef I, a pełnie władzy nad Domem Książęcym objął dwudziestodwuletni książę jako Alojzy I.
15 listopada 1783 ożenił się z hrabiną Karoliną von Manderscheidt-Blankenheim, jednak nie doczekał się z nią dzieci, a ona sama przeżyła go o 26 lat.
Podobnie jak jego poprzednik Alojzy dalej reorganizował majątek książęcy i unowocześniał metody zarządzania nim. Rozwinął gospodarkę na swoich dobrach, a w szczególności leśnictwo i rolnictwo. Dbał również o dobra kulturalne, m.in. remontując swoje posiadłości. Zatrudnił cenionego austriackiego architekta Josefa Hardtmutha, jako nadwornego architekta książęcego. Alojzy otworzył teatry w pałacu Feldsberg, pałacu Eisgrub oraz Pałacu Liechtensteinów w Wiedniu. Kompletował zbiory biblioteczne i kupował wiele książek. Biblioteka Liechtensteinów za czasów Alojzego I stała się jedną z najlepiej wyposażonych i największych w Austrii. Jako głowa rodziny Alojzy nie udzielał się w sprawach politycznych, a przez rodzinę cesarską został odznaczony Orderem Złotego Runa, co było wyrazem dużego zaufania.
Nigdy nie odwiedził Liechtensteinu oraz nie wykazywał specjalnego zaangażowania w sprawy Księstwa. Pod koniec swojego panowania podjął inicjatywę utworzenia jednolitego systemu szkolnego w Księstwie.
Zmarł schorowany 24 marca 1805 roku w Wiedniu w wieku 45 lat. Jako że nie posiadał męskiego potomka, władzę po nim odziedziczył jego młodszy brat Jan I.